# Steve Mokone
Steve Mokone (Johannesburgo, 23 de marzo de 1932 - Washington D. C., 20 de marzo de 2015) fue un futbolista sudafricano que jugaba en la demarcación de delantero.

## Biografía
Debutó como futbolista en 1955 con el Coventry City FC tras formarse en el Pretoria Home Stars de Sudáfrica y en el Bush Bucks FC. Durante las dos temporadas que jugó en el club, jugó cuatro partidos de liga y llegó a marcar un gol. Ya en 1957 fichó por el Heracles Almelo neerlandés, con quien marcó dos goles en su partido debut, y con quien ganó la Tweede Divisie en 1958. Posteriormente fichó por el Cardiff City FC, marcando en su partido debut el 22 de agosto de 1959 contra el Liverpool FC. Jugó dos partidos más con el club hasta que posteriormente fichó por el FC Barcelona. Sin embargo, debido a que el Barcelona había llegado al cupo máximo de futbolistas extranjeros, fue cedido al Olympique de Marsella. Posteriormente jugó en Italia para el Torino FC, Valencia CF y para el Sunshine George Cross FC australiano, entrenando al equipo en el año que jugó en el club.
Fue encarcelado entre 1977 y 1990 por agredir con ácido sulfúrico a su mujer y a la abogada de esta cuando estaban en instancias de divorcio.
Falleció el 20 de marzo de 2015 en Washington D. C. a los 82 años de edad.

## Clubes

### Como futbolista
| Club                           | País         | Año         | Partidos | Goles |
| ------------------------------ | ------------ | ----------- | -------- | ----- |
| Coventry City FC               | Inglaterra   | 1955 - 1957 | 4        | 1     |
| Heracles Almelo                | Países Bajos | 1957 - 1959 | ¿?       | 15    |
| Cardiff City FC                | Inglaterra   | 1959        | 3        | 1     |
| FC Barcelona                   | España       | 1959 - 1960 | 0        | 0     |
| Olympique de Marsella (cedido) | Francia      | 1960        | 0        | 0     |
| Torino FC                      | Italia       | 1960 - 1961 | 0        | 0     |
| Valencia CF                    | España       | 1961 - 1962 | 0        | 0     |
| Sunshine George Cross FC       | Australia    | 1964        | 15       | 10    |

### Como entrenador
| Club                     | País      | Año  |
| ------------------------ | --------- | ---- |
| Sunshine George Cross FC | Australia | 1964 |